# Robbin Sellin
Robbin Johan Mathias Sellin, född 12 april 1990 i Norrtälje församling, är en svensk före detta fotbollsspelare (mittfältare). 

## Klubbkarriär

### Tidiga år
Sellin är född i Norrtälje och började spela fotboll i BKV Norrtälje som fyraåring. 2006 gick han till Djurgårdens IF. Den 1 maj 2008 spelade Sellin i Djurgårdens 9–0-vinst över Division 3-klubben Råslätts SK i Svenska cupen, där han även gjorde ett mål.

### IK Brage
I december 2008 värvades Sellin av IK Brage, där han skrev på ett treårskontrakt. Säsongen 2009 spelade Sellin 19 matcher och gjorde tre mål i Division 1 Norra. Han spelade även två kvalmatcher mot Qviding FIF, som Brage vann med sammanlagt 3–1 och gjorde att de blev uppflyttade till Superettan 2010.
Sellin debuterade i Superettan den 13 april 2010 i en 2–1-förlust mot GIF Sundsvall, där han blev inbytt i den 90:e minuten mot Mattias Wiklöf. Totalt spelade Sellin 27 ligamatcher och gjorde tre mål säsongen 2010. Målen gjorde han den 4 maj 2010 mot Östers IF (3–1-vinst), den 15 maj 2010 mot Jönköpings Södra (4–1-vinst) och den 30 augusti 2010 mot Väsby United (2–1-vinst).
Inför säsongen 2011 förlängde Sellin sitt kontrakt i Brage fram över säsongen 2012. Säsongen 2011 spelade han 20 ligamatcher och en Svenska cupen-match mot IK Sirius. Sellin spelade även två kvalmatcher mot IF Sylvia, som Brage vann med sammanlagt 7–3 och säkrade fortsatt spel i Superettan.
Säsongen 2012 spelade Sellin 16 ligamatcher och gjorde tre mål för Brage. Målen gjorde han den 16 maj 2012 mot Trelleborgs FF (1–1), den 20 juni 2012 mot Ängelholms FF (1–1) och den 13 augusti 2012 mot Trelleborgs FF (3–1-vinst).

### GIF Sundsvall
Den 17 augusti 2012 värvades Sellin av GIF Sundsvall, där han skrev på ett 3,5-årskontrakt. Sellin gjorde allsvensk debut den 27 augusti 2012 i en 2–0-förlust mot Malmö FF, där han blev inbytt i den 68:e minuten mot Emil Forsberg. Sellin spelade totalt 10 ligamatcher och gjorde ett mål för Sundsvall säsongen 2012. Han gjorde sitt första mål för klubben den 2 september 2012 i en 3–3-match mot IFK Göteborg. Sellin spelade även två kvalmatcher mot Halmstads BK, som Sundsvall förlorade med sammanlagt 6–3 och gjorde att de blev nedflyttade till Superettan 2013.
Säsongen 2013 spelade Sellin 22 ligamatcher och två matcher i Svenska cupen. Den första var i gruppspelet av Svenska cupen 2012/2013 mot Östers IF (2–0-förlust) och den andra var i andra omgången av Svenska cupen 2013/2014 mot Vasalunds IF (4–2-vinst). Han spelade även två kvalmatcher, som precis som föregående år var mot Halmstads BK. GIF Sundsvall förlorade med sammanlagt 3–2 och fick stanna kvar i Superettan.
Säsongen 2014 spelade Sellin endast sex ligamatcher och en Svenska cupen-match mot IFK Göteborg. Den 4 maj 2014 gjorde han två mål som inhoppare i en 3–1-vinst över Assyriska FF. I följande match mot Ängelholms FF bröt Sellin benet vilket gjorde att han missade resten av säsongen. GIF Sundsvall slutade på andra plats i Superettan och blev uppflyttade till Allsvenskan 2015.
Inför säsongen 2015 meddelade Sundsvall att Sellin inte ingick i klubbens framtidsplaner för säsongen. Han stannade dock kvar i klubben och imponerade under säsongen. Totalt gjorde Sellin med två mål och fem assist på 28 ligamatcher. Han spelade även en match i Svenska cupen mot Enskede IK (4–0-vinst). Den 18 september 2015 förlängde Sellin sitt kontrakt fram över säsongen 2017.
Säsongen 2016 spelade Sellin 22 ligamatcher och fyra matcher i Svenska cupen. Han spelade tre av cupmatcherna i gruppspelet av Svenska cupen 2015/2016 mot Ängelholms FF (1–0-vinst), IK Sirius (1–0-förlust) och Malmö FF (4–0-förlust). Den fjärde cupmatchen spelade Sellin i den andra omgången av Svenska cupen 2016/2017 mot BKV Norrtälje (1–0-förlust).

### IFK Mariehamn
I januari 2017 värvades Sellin av IFK Mariehamn, där han skrev på ett tvåårskontrakt. Sellin spelade 24 matcher och gjorde fem mål i Tipsligan 2017. Målen gjorde han den 8 april 2017 mot JJK (5–2-vinst), den 4 juni 2017 mot KuPS (2–1-vinst), den 18 juni 2017 mot JJK (2–1-vinst), den 27 juni 2017 mot Inter Åbo (5–0-vinst) och den 29 juli 2017 mot FC Lahti (6–2-förlust).
Sellin spelade även fem matcher och gjorde två mål i Finska cupen. Han spelade även två matcher i den andra kvalomgången i Champions League 2017/2018 mot polska Legia Warszawa. IFK Mariehamn förlorade dubbelmötet med totalt 9–0.

### Återkomst i IK Brage
Den 1 december 2017 blev det klart att Sellin återvände till IK Brage, där han skrev på ett treårskontrakt. Sellin blev direkt utsedd till lagkapten i klubben. Han debuterade den 31 mars 2018 i en 0–0-match mot AFC Eskilstuna. I december 2020 förlängde Sellin sitt kontrakt i Brage med två år.
Efter säsongen 2021 valde Sellin att avsluta sin fotbollskarriär.

## Landslagskarriär
Sellin debuterade för Sveriges U17-landslag den 30 mars 2006 i en 2–2-match mot Kroatien. Han spelade totalt 12 matcher för U17-landslaget. Sellin spelade även tre matcher för U19-landslaget.

## Karriärstatistik
| Klubb              | Säsong             | Liga               | Liga    | Liga | Cup     | Cup | Övrigt  | Övrigt | Totalt  | Totalt |
| Klubb              | Säsong             | Division           | Matcher | Mål  | Matcher | Mål | Matcher | Mål    | Matcher | Mål    |
| ------------------ | ------------------ | ------------------ | ------- | ---- | ------- | --- | ------- | ------ | ------- | ------ |
| Djurgårdens IF     | 2008               | Allsvenskan        | 0       | 0    | 1       | 1   | —       | —      | 1       | 1      |
| IK Brage           | 2009               | Division 1 Norra   | 19      | 3    | 0       | 0   | 2       | 0      | 21      | 3      |
| IK Brage           | 2010               | Superettan         | 27      | 3    | 0       | 0   | —       | —      | 27      | 3      |
| IK Brage           | 2011               | Superettan         | 20      | 0    | 1       | 0   | 2       | 0      | 23      | 0      |
| IK Brage           | 2012               | Superettan         | 16      | 3    | 0       | 0   | —       | —      | 16      | 3      |
| IK Brage           | Totalt             | Totalt             | 82      | 9    | 1       | 0   | 4       | 0      | 87      | 9      |
| GIF Sundsvall      | 2012               | Allsvenskan        | 10      | 1    | 0       | 0   | 2       | 0      | 12      | 1      |
| GIF Sundsvall      | 2013               | Superettan         | 22      | 0    | 2       | 0   | 2       | 0      | 26      | 0      |
| GIF Sundsvall      | 2014               | Superettan         | 6       | 2    | 1       | 0   | —       | —      | 7       | 2      |
| GIF Sundsvall      | 2015               | Allsvenskan        | 28      | 2    | 1       | 0   | —       | —      | 29      | 2      |
| GIF Sundsvall      | 2016               | Allsvenskan        | 22      | 0    | 4       | 0   | —       | —      | 26      | 0      |
| GIF Sundsvall      | Totalt             | Totalt             | 88      | 5    | 8       | 0   | 4       | 0      | 100     | 5      |
| IFK Mariehamn      | 2017               | Tipsligan          | 24      | 5    | 5       | 2   | 2       | 0      | 31      | 7      |
| IK Brage           | 2018               | Superettan         | 30      | 4    | 0       | 0   | —       | —      | 30      | 4      |
| IK Brage           | 2019               | Superettan         | 26      | 4    | 2       | 2   | 1       | 0      | 29      | 6      |
| IK Brage           | 2020               | Superettan         | 27      | 7    | 4       | 0   | —       | —      | 31      | 7      |
| IK Brage           | 2021               | Superettan         | 23      | 3    | 3       | 0   | —       | —      | 26      | 3      |
| IK Brage           | Totalt             | Totalt             | 106     | 18   | 9       | 2   | 1       | 0      | 116     | 20     |
| Totalt i karriären | Totalt i karriären | Totalt i karriären | 300     | 37   | 24      | 5   | 11      | 0      | 335     | 42     |

1. 1 2  Uppflyttningskvalmatcher
2. 1 2  Nedflyttningskvalmatcher
3. ↑  Matcher i Champions League
4. ↑  Uppflyttningskvalmatch mot Kalmar FF.[69]